# Andrej Skabejka
Andrej Sjarhejewitsch Skabejka (belarussisch А́ндрэй Сярге́евіч Скабе́йка, engl. Transkription Andrei Skabeika; * 11. Juni 1995 in Masty) ist ein belarussischer Hochspringer.

## Sportliche Laufbahn
Erste internationale Erfahrungen sammelte Andrej Skabejka bei den Junioreneuropameisterschaften 2013 in Rieti, bei denen er mit übersprungenen 2,18 m die Silbermedaille gewann. Im Jahr darauf gelangte er bei den Juniorenweltmeisterschaften in Eugene bis in das Finale und belegte dort mit 2,10 m den elften Platz. 2015 schied er bei den U23-Europameisterschaften in Tallinn mit 2,15 m in der Qualifikation aus und zwei Jahre später wurde er bei den U23-Europameisterschaften in Bydgoszcz mit einer Höhe von 2,19 m Siebter. 2018 qualifizierte er sich für die Europameisterschaften in Berlin, gelangte dort mit 2,11 m allerdings nicht bis in das Finale, wie auch bei den Halleneuropameisterschaften im Jahr darauf in Glasgow mit 2,21 m. Bei den Europaspielen im heimischen Minsk belegte er mit 2,12 m Rang 13 und wurde anschließend bei der Sommer-Universiade in Neapel mit übersprungenen 2,18 m Achter.

## Persönliche Bestleistungen
- Hochsprung: 2,26 m, 31. Mai 2014 in Brest
  - Hochsprung (Halle): 2,26 m, 3. Februar 2018 in Homel